# East Side (Chicago)
Pour les articles homonymes, voir East Side.

Situation d'East Side dans la ville de Chicago

East Side est l'un des 77 secteurs communautaires de la ville de Chicago aux États-Unis. Il se situe dans le South Side.
Calumet Park, l'un des plus grands parcs de la ville, se situe dans ce secteur.